# Rajavarothiam Sampanthan
Rajavarothiam Sampanthan (en tamoul : இராஜவரோதயம் சம்பந்தன் ; en singhalais : රාජවරෝදියම් සම්බන්දන්;), né le 5 février 1933 dans le Ceylan britannique et mort le 30 juin 2024 à Colombo, est un politicien tamoul du Sri Lanka.
Il est le chef du parti politique Tamil National Alliance de 2001 à sa mort. Il a été député entre 1977 et 1983, avant d'être démis de ses fonctions après la promulgation du 6e amendement de la Constitution du Sri Lanka, qui rend inconstitutionnel tout parti politique séparatiste, puis ré-intègre le parlement entre 1997 et 2000, et depuis 2001 à aujourd'hui.
Il est le chef de l'opposition de 2015, à 2018.

## Biographie
Rajavarothiam Sampanthan est né le 5 février 1933,, et est l'un des fils de A. Rajavarothiam. Sampanthan est de la même famille que S. Sivapalan et N. R. Rajavarothiam, tous deux membres du parlement pour le district de Trincomalee.
Il fait ses études au St. Patrick's College à Jaffna, au St. Anne's College à Kurunegala, au St. Joseph's College de Trincomalee et enfin au St. Sebastian's College de Moratuwa,. Après les études, il rejoignit le Ceylon Law College, et devint avocat,.
Rajavarothiam Sampanthan est marié à Leeladevi, fille de P. K. Rudra. Ils ont deux fils ensemble, Sanjeevan et Senthuran, et une fille, Krishanthini.

### Carrière

#### Membre du Parti fédéraliste ITAK
Après l'obtention de son diplôme de droit, Rajavarothiam Sampanthan devient avocat à Trincomalee.
Il a rejoint le Ilankai Tamil Arasu Kachchi (Parti fédéraliste) en 1956. Le chef de l'ITAK , Chelvanayakam, a proposé une candidature de député à Rajavarothiam Sampanthan en 1963 et en 1970, mais Sampanthan a refusé.

#### Membre de l'alliance tamoule TULF
Le 14 mai 1972, l'ITAK, le All Ceylon Tamil Congress (ACTC), le Ceylon Workers' Congress s'allient pour former le Tamil United Front, qui deviendra le Tamil United Liberation Front (TULF). Rajavarothiam Sampanthan était le candidat du TULF à Trincomalee aux élections législatives de 1977. Il a remporté son élection et est entré au Parlement.
Il a été trésorier, vice-président et secrétaire général du TULF.
Rajavarothiam Sampanthan et tous les autres députés du TULF ont boycotté le Parlement en mi-1983, au moment où la tension commençait à cristalliser le pays.
Il y avait plusieurs raisons à ce boycott : 
- Alors que le parti au pouvoir, l'UNP possède une super-majorité au parlement avec 140 chaises sur 168, qui donne les pleins pouvoirs au président Jayewardene, celui-ci réussit à prolonger la durée de la législature grâce au référendum srilankais de 1982. Les militants tamouls ayant voté en masse contre ce référendum, ont urgé les parlementaires tamouls de ne pas rester au Parlement au-delà de leur mandat normal de six ans
- Avec les pleins pouvoirs, Jayewardene change la constitution sans passer par de débat, il promulgue le sixième amendement à la Constitution du Sri Lanka, qui interdit les partis séparatistes tel que le TULF. Les députés tamouls devaient alors prêter serment sans condition à renoncer à un État séparé
- Les émeutes du Juillet noir dans lesquelles 1 000 à 3 000 tamouls ont été tués par des foules cinghalaises ont lancé le début de la guerre civile.

Après trois mois d'absence, Sampanthan a perdu son siège au Parlement le 7 septembre 1983.